# Viaduc de Pulvermühl

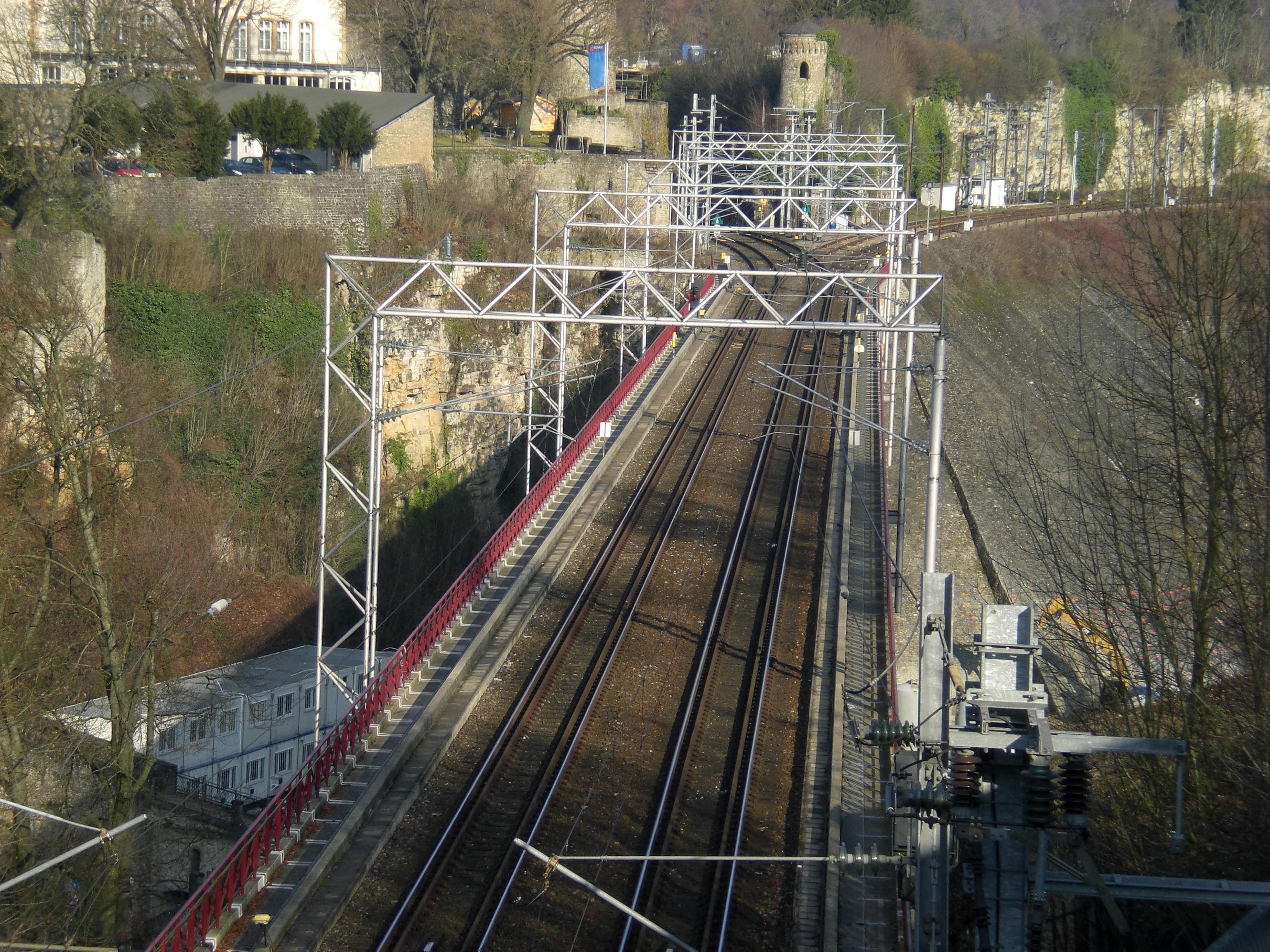
Le viaduc avant les travaux de doublement, avec au fond la bifurcation des lignes 1 et 3. Le nouvel ouvrage se situe à droite sur l'image.

Le viaduc de Pulvermühl (luxembourgeois : Biisserbréck) est un pont ferroviaire luxembourgeois des lignes 1 et 3 situé à Luxembourg et permettant de franchir la vallée de l'Alzette au nord de la Ville-Haute.

## Situation ferroviaire
Le viaduc est situé entre la gare de Luxembourg et la bifurcation entre les lignes 1 vers Troisvierges et la Belgique et 3 vers Wasserbillig et l'Allemagne.

## Histoire
Le viaduc est construit selon les plans de la Waring Brothers et est ouvert en 1861, en même temps que la ligne vers Trèves (la ligne du nord ouvrant l'année suivante) concédée à la Société royale grand-ducale des chemins de fer Guillaume-Luxembourg. Il est adapté pour permettre l'électrification de la ligne, en 1988.
Un second viaduc est en cours de construction à partir de 2017, afin de pouvoir faire face à la saturation de l'ouvrage actuel et passer de deux à quatre voies. Ce second viaduc est inauguré le 11 juin 2019.

## Caractéristiques
Le viaduc de Pulvermühl est long de 242 mètres et haut de 37 mètres sur sa plus haute pile. Le viaduc comporte deux culées et des piliers en béton armé creux, soutenus par de profondes fondations du même matériau avec un tablier constitué d'une structure composite constituée d'une ossature métallique et d'une dalle triangulaire en béton armé renforcé.